# Dicranophora picta
Dicranophora picta är en tvåvingeart som beskrevs av Macquart 1834. Dicranophora picta ingår i släktet Dicranophora och familjen vapenflugor. Inga underarter finns listade i Catalogue of Life.